# Adrián Lorenzo Fernández
Adrián Lorenzo Fernández (Antigua Guatemala; 19 de septiembre de 1943) es un exfutbolista guatemalteco que jugaba de portero.

## Trayectoria
Es apodado "chito" y jugó en la Liga Nacional de Guatemala para los equipos de Antigua (1963-64) Universidad de San Carlos (1965) Tipografía Nacional (1966-72) Municipal (1972-74) Juventud Retalteca (1975) y Ases del Minar (1976). Es recordado especialmente por ser arquero del Municipal, en donde compartió equipo con el defensa Alberto López Oliva y consiguieron cuatro títulos, entre esos, la Copa de Campeones de la Concacaf.

## Selección nacional
Fue convocado con la selección de Guatemala al Campeonato de Naciones de la Concacaf de Costa Rica 1969, pero no jugó ningún partido dado que Ignacio González Lam fue el titular, sin embargo, recibió la medalla de plata que Guatemala consiguió tras quedar en segundo puesto del certamen.

### Participaciones en Campeonatos Concacaf
| Copa                                          | Sede       | Resultado  | Part. |
| --------------------------------------------- | ---------- | ---------- | ----- |
| Campeonato de Naciones de la Concacaf de 1969 | Costa Rica | Subcampeón | 0     |

## Clubes
| Club                      | País      | Año       |
| ------------------------- | --------- | --------- |
| Antigua Guatemala         | Guatemala | 1963-1964 |
| Universidad de San Carlos | Guatemala | 1965      |
| Tipografía Nacional       | Guatemala | 1966-1972 |
| Municipal                 | Guatemala | 1972-1974 |
| Juventud Retalteca        | Guatemala | 1975      |
| Ases del Minar            | Guatemala | 1976      |

## Palmarés

### Títulos nacionales
| Título        | Equipo    | País      | Año  |
| ------------- | --------- | --------- | ---- |
| Liga Nacional | Municipal | Guatemala | 1973 |
| Liga Nacional | Municipal | Guatemala | 1974 |

### Títulos internacionales
| Título                           | Equipo    | País      | Año  |
| -------------------------------- | --------- | --------- | ---- |
| Copa Fraternidad Centroamericana | Municipal | Guatemala | 1974 |
| Copa de Campeones de la Concacaf | Municipal | Guatemala | 1974 |

### Distinciones individuales
| Distinción                                     | Año  |
| ---------------------------------------------- | ---- |
| Menos vencido de la Liga Nacional de Guatemala | 1974 |